# Оґата Кендзан
Оґата Кендзан (яп. 尾形 乾山; 1663 —3 червня 1743) — японський художник і кераміст періоду Едо. Представник школи Рін. З ним пов'язано розквіт японської кераміки наприкінці XVII — на початку XVIII століття. Завдяки творчості цього видатного художника, в Японії мистецтво кераміки піднялося на значну висоту.

## Життєпис
Походив з родини купців, яка мало родинні зв'язки з сім'ями відомих художників і керамістів Хонамі і Раку. Третій син Оґата Сокен, заможного торговця текстилем і одягом, тканини якого купував навіть двір імператора Японії і придворна знать. Також Сокен знався на каліграфії та поезії, перебував під заступництвом Адзаї Го, дружини сьогуна Токуґави Хідетада, і Масако, другої дружини імператора Ґо-Мідзуноо.
Народився 1663 року в Кіото, отримавши ім'я Сінсей. Здобув класичну освіту, засновану на китайській і японській літературі та каліграфії. Став прихильником дзен-буддизму. З 1689 року навчався кераміці у майстрів Нох'амі Кьохо і Нономура Нінсея (представника кіотської кераміки). 1699 року заснував свою майстерню в Нарутакі. Саме тоді, на честь місця на північному заході Кіото він взяв собі ім'я Кендзан («Мешканець Небесної гори»), а його вироби стали називатися кендзан-які.
Відчуваючи фінансові труднощі, в 1712 році він перебрався до Нідзьо, де отримав заступництво від представника знаті. Тут став виготовляти більше виробів, призначених для прийомів їжі, зокрема для кайсекі й чайної церемонії. Це було пов'язано з тим, що кераміка з мистецтва переходила в масове виробництво, і необхідно було робити те, що мало попит. Тоді він спростив дизайн виробів заради збільшення виробництва.
У 1731 році він залишив майстерню під опікою свого названого сина Інати, який успішно продовжив справу Кендзана, і переїхав до Едо (столиці сьогунату), де в місцині Ірія заснував нову майстерню. Тут працював до самої смерті у 1743 році. 1920 році йому як завзятому дзен-буддисту встановлено пам'ятник в Кіотському буддистському храмі.

## Творчість
В роботах з живопису зображував переважно декоративні трави, квіти і птахів з додавання віршів вака або танка. Робив картину у формі кераміки, що діаметрально перевертало спосіб мислення кераміста і погляд на виробництво кераміки. Більшу частину своїх живописних робіт він створив протягом останніх 5 років свого життя. Його картини на відміну від робіт Огата Коріна є більш ліричними, його манері властиві шляхетність стилю і вміння створити форму вільними, але впевненими мазками пензля. Найвідомішими доробками Кендзана є «Квіткові кошики», «Вірші з квітами і птахами дванадцяти місяців», «Вісім мостків», «Кінь з гарбуза», ландшафтний малюнок провінції Мікава. Створював малюнки на горизонтальних сувоях (какімоно).

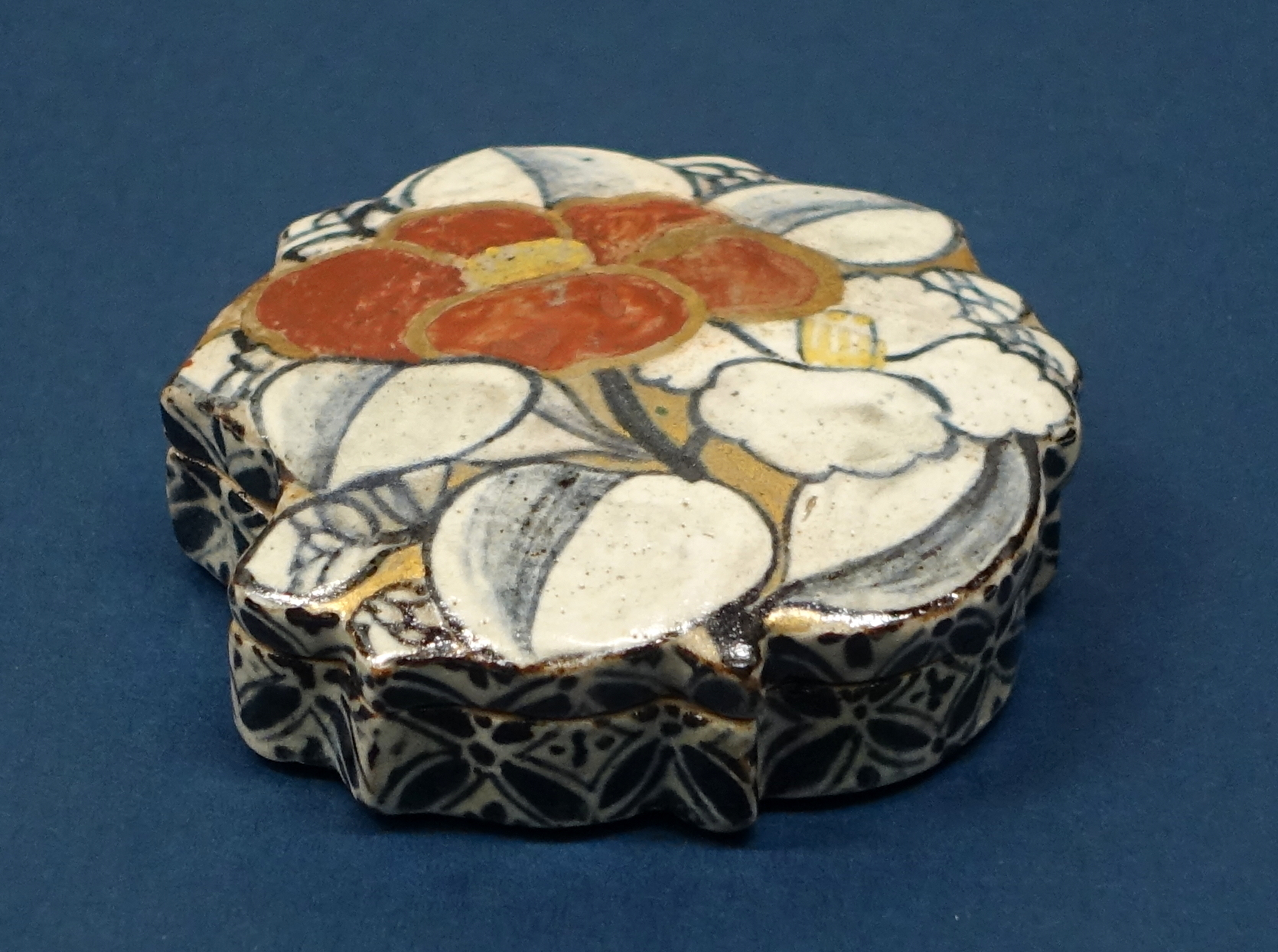
скринька для пахощів з камелями

Працював з керамікою за технологією раку і токі. Спочатку часто робив квадратні тарілки, що нагадували за форматом і площиною сувої з високими краями, на яких працювали художники, а також шкатулки з кришкою, розписані як зовні, так і всередині. Вони нагадували стиль його вчителя Нономура Нінсея.
Згодом зумів сформувати власний стиль — кендзан-які, який був більш вільний та абстрактний, ніж у Нінсея. У роботах Кендзана часто зустрічається природа невиправленої форми (це він робив навмисно, оскільки на його думку, в природі немає ідеального). Також неодмінно залишав частину поверхні шорсткою і неглазурованою. Оґата Кендзан сам створював різноманітні за формою судини, чаші, блюда, вази. Його твори прирівнювалися до скульптури.
Також створював порцеляну в стилі дзікі. Вона істотно відрізнялася від порцеляни Аріта, яка тоді була дуже поширена.
Монохромні керамічні вироби Оґата Кендзан у поєднанні з каліграфією або поетичними рядками нагадують китайський живопис гохуа. З 1710-х років кераміка відрізняється нестандартним підходом до посуду та яскравими малюнками. Найчастіше вкривав свої керамічні вироби квітковим орнаментом або зображував гілки сливи, вишні, пагони бамбука під снігом. При створенні зображень на керамічних виробах він часто співпрацював зі своїм старшим братом Огата Коріном.